# Douglas TBD Devastator
Douglas TBD Devastator – amerykański pokładowy samolot torpedowo-bombowy, zaprojektowany w 1934 roku i zbudowany w amerykańskiej wytwórni lotniczej Douglas Aircraft Company.

## Historia
W 1934 roku w wytwórni lotniczej Douglas Aircraft Company opracowano samolot bombowo-torpedowy przystosowany do startów z pokładu lotniskowca. W dniu 15 kwietnia 1935 roku prototyp tego samolotu został oblatany, a następnie po dokonaniu niezbędnych poprawek w konstrukcji w maju 1937 roku został wprowadzony do produkcji seryjnej. 5 października 1937 roku samolot został przyjęty do uzbrojenia US Navy jako Douglas TBD-1 Devastator. Pierwszą jednostką przezbrojona w TBD była eskadra torpedowa VT-3 lotniskowca USS „Saratoga” (CV-3).
Wyprodukowano 129 samolotów Douglas TBD-1 Devastator, istniała także wersja samolotu pod nazwą Douglas TBD-1A Devastator, która posiadała pływaki.

## Zastosowanie samolotu

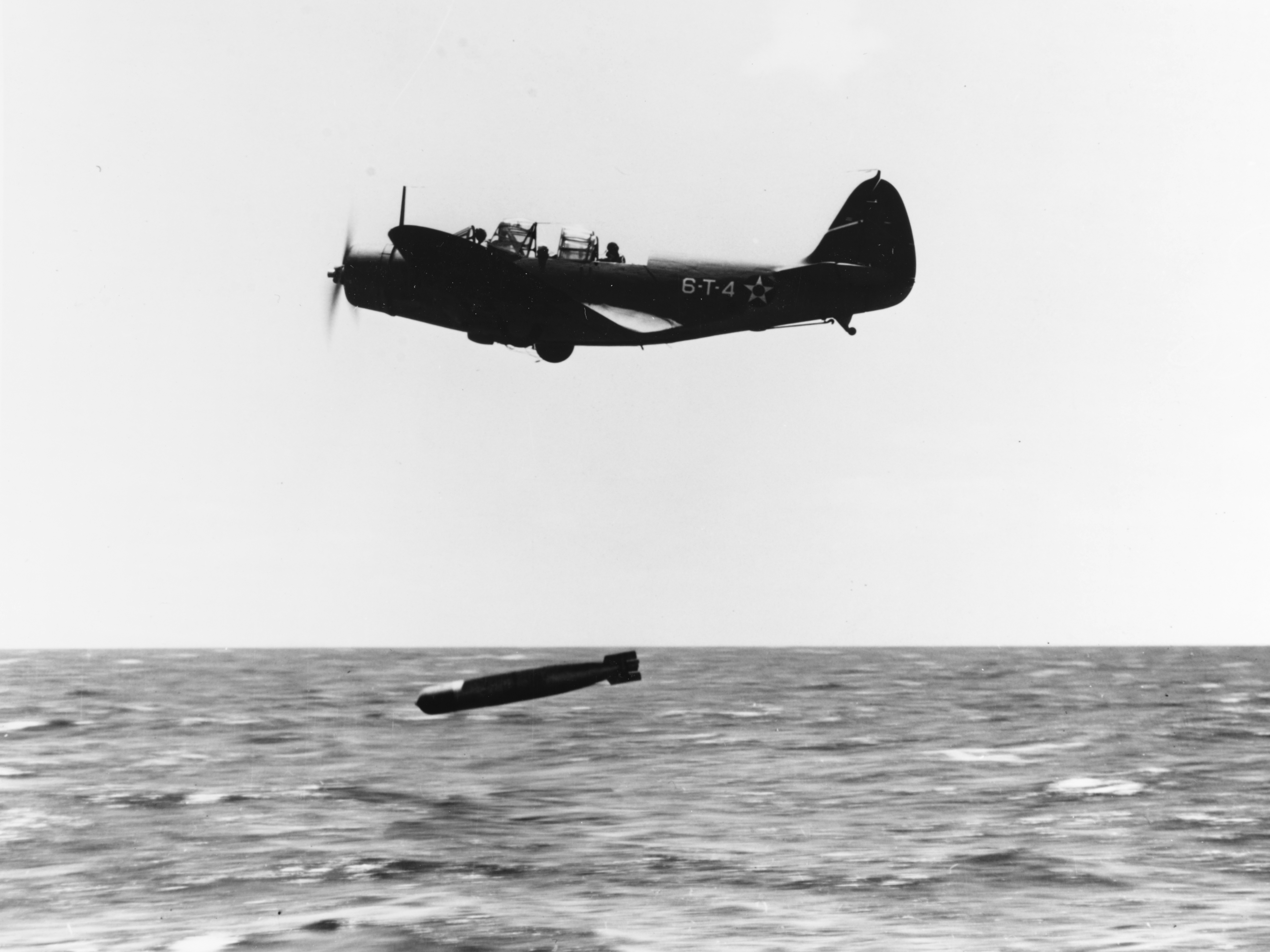
TBD-1 podczas ćwiczeń z torpedą Mk 13

Samoloty torpedowo-bombowe Douglas TBD-1 Devastator były używane w lotnictwie marynarki amerykańskiej. Służyły jako samoloty pokładowe na amerykańskich lotniskowcach: USS „Saratoga”, USS „Enterprise”, USS „Yorktown”, USS „Lexington”, USS „Wasp”, USS „Hornet” i USS „Ranger”. Z uwagi jednak na zbyt małą prędkość tych samolotów, już na początku wojny na Pacyfiku Devastatory nie spełniały wymagań ówczesnego pola walki. Bez większych sukcesów wzięły jeszcze udział w amerykańskich rajdach pierwszej połowy 1942 roku oraz w bitwie na Morzu Koralowym. Zaraz jednak po niej został rozpoczęty proces wymiany Devastatorów na znacznie nowocześniejsze maszyny Grummana, TBF Avenger, których pierwsze 21 egzemplarzy dotarło na Hawaje na przełomie maja i czerwca. Z uwagi jednak na brak czasu na przeszkolenie pilotów na nowych samolotach przed kolejną bitwą, to starsze Devastatory wzięły udział w kolejnym starciu z lotniskowcami Połączonej Floty.
Po katastrofalnych stratach prowadzących do niemal całkowitej likwidacji pokładowych eskadr Devastatorów podczas bitwy pod Midway, samoloty te zostały całkowicie wycofane ze służby w US Navy i zastąpione przez nowoczesne Avengery.

## Opis techniczny
Samolot torpedowo-bombowy Douglas TBD-1 Devastator był trzymiejscowym dolnopłatem, o konstrukcji całkowicie metalowej. Kabiny zakryte. Napędzany silnikiem gwiazdowym w układzie podwójnej gwiazdy. Podwozie samolotu chowane w locie.

### Bibliografia

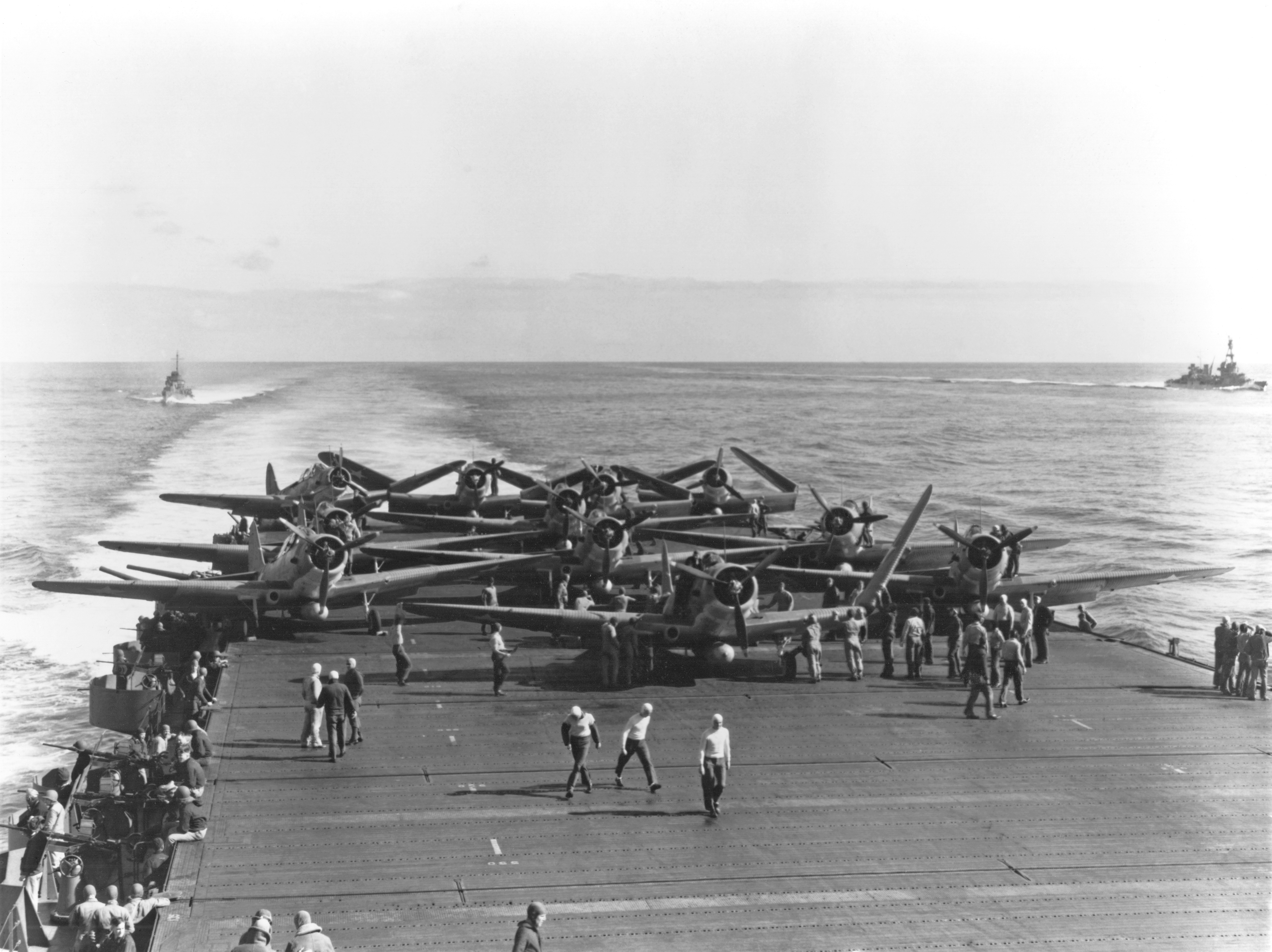
Samoloty TBD z eskadry VT6 na pokładzie lotniskowca USS Enterprise podczas bitwy pod Midway, 1942